# Подразделение по специальным операциям
Подразделение по специальным операциям (серб. Јединица за специјалне операције, ПСО), Красные Береты (серб. Црвене Беретке) или Френкиевцы (серб. Френкијевци) — подразделение специального назначения, которое с 1996 года входило в состав Департамента государственной безопасности (ДГБ) (серб. Ресор државне безбедности) и получила официальное название 9 июня 1998 года. Создана путём слияния формирований под командованием Желько Ражнатовича и Франко «Френки» Симатовича и включения их в систему безопасности Союзной Республики Югославии под эгидой Йовица Станишича, главы ДГБ.
15 января 2002 года ПСО было выведено из ДГБ, а 25 марта 2003 года — после убийства премьер-министра Сербии Зорана Джинджича — расформировано.
Покровители и некоторые члены Подразделения привлечены к ответственности за многочисленные военные преступления в югославских войнах, а также политических убийствах в Сербии. Официальный командир подразделения Франко Симатович и его «серый кардинал» Йовица Станишич (руководитель ДГБ во время президентства Слободана Милошевича) были осуждены, в Международном уголовном трибунале по бывшей Югославии, за совершённые военные преступления. Кроме того, ряд СМИ утверждал, что подразделение участвовало в совершении военных преступлений в Косове. Однако это так и не было подтверждено.

## История
Истоки подразделения прослеживается с апреля 1991 года, с началом войны в Хорватии, когда вооружённая группа во главе с Франко Симатовичем и Драганом Васильковичем отправилась из Белграда в Книн. Несколькими днями ранее, 16 марта, Слободан Милошевич обещал организовать подготовку соответствующих подразделений, способных отстаивать интересы Сербии и сербского народа за пределами Сербии на закрытом заседании с сербскими главами городов. Создание такого подразделения было поручено Йовице Станишичу, силовику и главе ДГБ. Подразделение не имело формальных связей с Белградом, так что операция было взята под контроль ДГБ, без участия министерства внутренних дел. В Книне, Симатович и Василькович связались с Миланом Мартичем, министром внутренних дел Республики Сербская Краина, который организовал отправку добровольцев в учебный центр, созданный Васильковичем и где они прошли спецподготовку. Подразделение позже будет известно как «Книндзи» (серб. Книнџа — от соединения «Книн» и «ниндзя» (серб. нинџа)), а Василькович под прозвищем «Капитан Драган». Название «Красные береты» (серб. Црвене Беретке) пришло после битвы за Глину, когда Василькович распространил береты среди своих бойцов. В некоторых российских СМИ его называли аналогом спецподразделения «Альфа» при ФСБ.
Другое крыло подразделения было образовано в мае 1991 года, в Восточной Славонии. По намёкам Симатовича, подразделение возможно было вовлечено в бой за Борово Село 1—2 мая, когда была отражены атака хорватского спецназа и 12 хорватских спецназовцев были убиты, несколько десятков получили ранения. По мнению ряда свидетельских показаний, Радован «Баджа» Стоичич, официальный работник сербского министерства внутренних дел, отвечал за операции в Восточной Славонии. По прибытии в Восточную Славонию Желько «Аркан» Ражнатович принял командование над боевым отрядом «Сербская добровольческая гвардия», более известная как «Тигры Аркана».
Подразделение также приняло масштабное участие в Косовской войне, участвуя во многих операциях против албанских террористов из УЧК.
В ноябре 2001 г. в связи с арестом Предрага и Ненада Бановичей, обвинявшихся в массовых убийствах в боснийском лагере военнопленных Кератерм, и последующей их выдачей МТБЮ ряд спецназовцев покинули без разрешения начальства свои рабочие места, собрались на своей базе в городе Кула, где дали интервью журналистам и выдвинули три требования: утвердить закон, регулирующий сотрудничество с МТБЮ, немедленно отправить в отставку главу МВД Душана Михайловича и перевести подразделение под прямой контроль премьер-министра. На два часа их силы перекрыли участок автотрассы E75 около Врбаса. В результате было подписано соглашение с Правительством Сербии и спецназовцы вернулись на базу.

## Итоги
ПСО было распущено по решению Правительства Сербии 25 марта 2003 года через 13 дней после убийства Зорана Джинджича. Его члены были уволены или переведены в другие подразделения полиции.
- Милорад «Легия» Лукович приговорён к 40 годам лишения свободы за убийства Ивана Стамболича (президента Сербии во времена СФРЮ, убитого в 2000 году) и Зорана Джинджича, и к 15 годам за покушение на убийство лидера партии Вука Драшковича на Ибарском шоссе в октябре 1999 года.
- Йовицу Станишича и Франко Симатовича судят за преступления против человечности и военные преступления в Международном трибунале по бывшей Югославии[9].
- Драган Василькович переехал в Австралию и изменил своё имя, но был арестован по ордеру Интерпола по обвинению в Хорватии. Дело находится в рассмотрении.
- Желько «Аркан» Ражнатович был убит 15 января 2000 года, в Белграде. Его убийцы, из сербских криминальных кругов были арестованы и преданы суду.
- Радован «Баджа» Стоичич был убит 11 апреля 1997 года в Белграде. Его убийцы до сих пор находятся на свободе.
- Сербский министр внутренних дел Ивица Дачич утверждает, что бывшие члены Красных Беретов приняли участие в ограблении вертолёта британской транснациональной охранной компании G4S (Group 4 Securicor) 23 сентября 2009 года[10].
- По некоторым данным, в Подразделении по специальным операциям служил криминальный авторитет Душан «Шиптарь» Спасоевич (имел звание полковника), которого застрелили 27 марта 2003 года при задержании. Спасоевич считался соучастником убийства Зорана Джинджича[11].